# Menstruație

Diagrama ciclului menstrual

Menstruația (din latinescul menstruus, „în fiecare lună”) este manifestarea cea mai vizibilă a ciclului menstrual la femei, fiind reprezentată de o hemoragie fiziologică din mucoasa uterină, care apare la femeia adultă. Se produce regulat și periodic, aproximativ la 4 săptămâni, exceptând perioada de sarcină și de alăptare, durând în general între trei și șapte zile. Apare la pubertate ca urmare a modificărilor ciclice morfofuncționale și hipofizoovariene. 
Când menstruația este foarte abundentă, ca în unele boli endocrine (hiperfoliculinie), se numește menoragie. Când pierderile de sânge sunt în afara perioadelor menstruale, se numește metroragie. Menstruația încetează la menopauză, care la unele femei poate fi mai devreme, la altele mai târziu (45-55 de ani). În termeni populari i se mai spune „soroc”, „regulă”, „perioadă”.
Prima menstruație se numește menarhă, având loc în medie în jurul vârstei de 13 ani.

## Nume
Cuvântul "menstruație" este legat etimologic de "lună". Termenii "menstruație" și "menstră" derivă din latinescul mensis (lună), care la rândul său se leagă de grecescul mene (lună) și de rădăcinile cuvintelor englezești month și moon.

## Caracteristici

### Durată
Prima menstruație are loc după debutul creșterii pubertare și se numește menarhă. Vârsta medie a menarhei este între 12 și 15 ani. Cu toate acestea, ea poate apărea chiar și la opt ani. Vârsta medie a primei menstruații este în general mai târzie în țările în curs de dezvoltare și mai timpurie în țările dezvoltate. Vârsta medie a menarhei s-a schimbat puțin în Statele Unite din anii 1950.
Menstruația este faza cea mai vizibilă a ciclului menstrual, iar începutul ei este folosit ca reper între cicluri. Prima zi de sângerare menstruală este data folosită pentru ultima menstruație. Durata tipică a intervalului de timp dintre prima zi a unei menstruații și prima zi a următoarei menstruații este cuprinsă între 21 și 45 de zile la femeile tinere și între 21 și 31 de zile la adulte. Durata medie este de 28 de zile; un studiu a estimat-o la 29,3 zile.
Perimenopauza este momentul în care fertilitatea unei femei scade, iar menstruația apare mai puțin regulat în anii care preced ultima menstruație, când femeia încetează complet să mai aibă menstruație și nu mai este fertilă. Definiția medicală a menopauzei este un an fără menstruație și apare de obicei între 45 și 55 de ani în țările occidentale. Menopauza înainte de vârsta de 45 de ani este considerată prematură în țările industrializate. Ca și vârsta menopauzei, vârsta menopauzei este în mare parte rezultatul unor factori culturali și biologici. Bolile, anumite intervenții chirurgicale sau tratamentele medicale pot face ca menopauza să apară mai devreme decât ar fi putut să apară natural.

### Sângerare

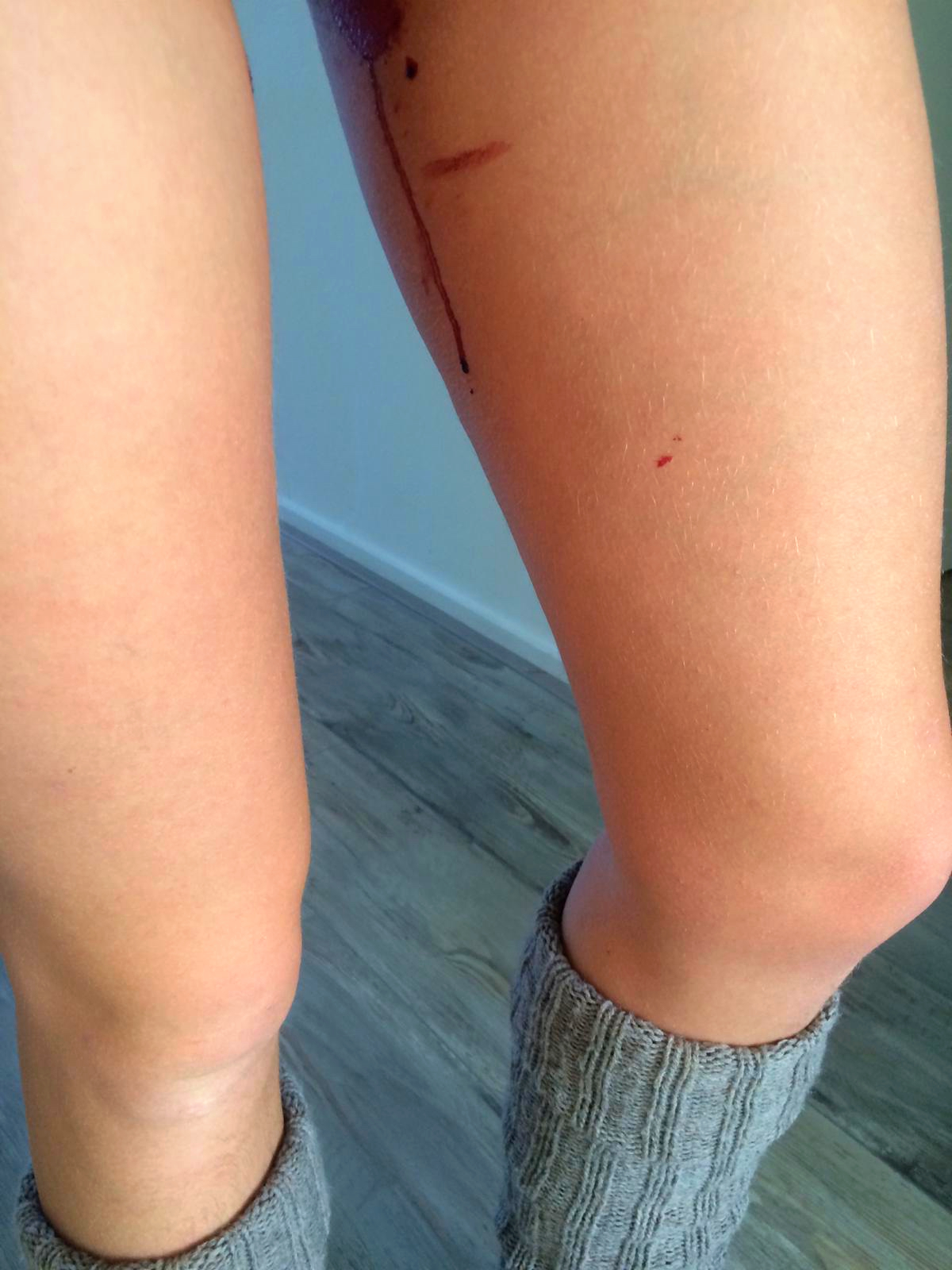
Tânără cu sângerare vizibilă pe picior

Volumul mediu de lichid menstrual în timpul unei perioade menstruale lunare este de 35 mililitri, 10-80 mililitri fiind considerat tipic. Lichidul menstrual este denumirea corectă pentru fluxul menstrual, deși multe persoane preferă să se refere la acesta ca fiind sânge menstrual. Lichidul menstrual este de culoare brun-roșiatică, o culoare ușor mai închisă decât sângele din vene.
Aproximativ jumătate din lichidul menstrual este sânge. Acest sânge conține sodiu, calciu, fosfat, fier și clorură, a căror cantitate depinde de femeie. Pe lângă sânge, lichidul este format din mucus cervical, secreții vaginale și țesut endometrial. Fluidele vaginale din timpul menstruației conțin în principal apă, electroliți obișnuiți și cel puțin 14 proteine, inclusiv glicoproteine.
Multe femei și fete observă cheaguri de sânge în timpul menstruației. Acestea apar ca niște aglomerări de sânge și pot arăta ca un țesut. Dacă a existat un avort spontan, examinarea la microscop poate confirma dacă a fost vorba de țesut endometrial sau de țesut de sarcină (produse de concepție) care a fost vărsat.

### Schimbări hormonale
Ciclul menstrual reprezintă o serie de modificări naturale ale producției de hormoni și ale structurilor uterului și ovarelor din sistemul reproducător feminin care fac posibilă sarcina. Ciclul ovarian controlează producția și eliberarea de ovule și eliberarea ciclică de estrogen și progesteron. Ciclul uterin guvernează pregătirea și menținerea mucoasei uterine (uter) pentru a primi un embrion. Aceste cicluri sunt simultane și coordonate, durează în mod normal între 21 și 35 de zile la femeile adulte, cu o durată medie de 28 de zile, și continuă timp de aproximativ 30-45 de ani.
Hormonii naturali conduc ciclurile; creșterea și scăderea ciclică a hormonului de stimulare a foliculilor determină producerea și creșterea ovocitelor (ovule imature). Hormonul estrogen stimulează mucoasa uterină (endometrul) să se îngroașe pentru a găzdui un embrion în cazul în care are loc fertilizarea. Alimentarea cu sânge a mucoasei îngroșate asigură nutrienții pentru un embrion implantat cu succes. Dacă nu are loc implantarea, mucoasa se descompune și se eliberează sânge. Declanșată de scăderea nivelului de progesteron, menstruația reprezintă desprinderea ciclică a mucoasei și este un semn că nu a avut loc o sarcină.

### Crampe
La majoritatea femeilor, diverse schimbări fizice sunt cauzate de fluctuațiile nivelului de hormoni în timpul ciclului menstrual. Printre acestea se numără contracțiile musculare ale uterului (crampele menstruale) care pot precede sau însoți menstruația. Multe femei se confruntă cu crampe dureroase, cunoscute și sub numele de dismenoree, în timpul menstruației. În rândul femeilor adulte, acea durere este suficient de severă pentru a afecta activitatea zilnică la doar 2%-28%. Simptomele severe care perturbă activitățile și funcționarea zilnică pot fi diagnosticate ca tulburare disforică premenstruală. Aceste simptome pot fi suficient de severe pentru a afecta performanța unei persoane la locul de muncă, la școală și în activitățile zilnice la un procent mic de femei.
Cel mai frecvent tratament pentru crampele menstruale sunt medicamentele antiinflamatoare nesteroidiene. Antiinflamatoarele pot fi utilizate pentru a reduce durerea moderată până la severă. Aproximativ 1 din 5 femei nu răspund la antiinflamatoare și au nevoie de un tratament alternativ, cum ar fi analgezicele simple sau tampoanele termice. Alte medicamente pentru gestionarea durerii includ aspirina sau paracetamolul și contraceptivele orale combinate. Deși pot fi utilizate contraceptive orale combinate, nu există dovezi suficiente privind eficacitatea progestogenelor intrauterine.

### Dereglări menstruale
| Termen                    | Semnificație                                                              |
| ------------------------- | ------------------------------------------------------------------------- |
| Oligomenoree              | Perioade neregulate                                                       |
| Hipomenoree               | Perioade scurte                                                           |
| Polimenoree               | Perioade frecvente (mai puțin de 21 de zile între perioade)               |
| Hipermenoree              | Perioade grele și lungi (debit abundent, menstruație mai lungă de 7 zile) |
| Dismenoree                | Perioade foarte dureroase (crampe)                                        |
| Sângerare intermenstruală | Sângerări neașteptate                                                     |
| Amenoree                  | Perioade absente                                                          |

## Igienă
| Imagine indisponibilă         |  | Imagine indisponibilă |
| Absorbante de diferite mărimi |  | Cupe menstruale       |

Produsele menstruale (denumite și produse de "igienă feminină") sunt fabricate pentru a absorbi sângele menstrual. Sunt disponibile o serie de produse diferite - unele sunt de unică folosință, altele sunt reutilizabile. Articolele folosite pentru a absorbi menstruația sunt, de obicei, produse fabricate în comerț. Femeile își gestionează menstruația prin purtarea de produse menstruale, cum ar fi tampoane, absorbante sau cupe menstruale pentru a reține sângele menstrual.
Principalele produse de unică folosință (fabricate în comerț) includ:
- Absorbante - Bucăți dreptunghiulare de material purtate atașate la lenjeria intimă pentru a absorbi fluxul menstrual, adesea cu un suport adeziv pentru a menține tamponul la locul lui. Absorbantele de unică folosință pot conține pulpă de lemn sau produse din gel, de obicei cu o căptușeală din plastic și albite.
- Tampoane - Cilindri de unică folosință din amestecuri tratate de celofibră/bumbac sau din vată de bumbac, de obicei albiți, care se introduc în vagin pentru a absorbi fluxul menstrual.

Principalele produse reutilizabile includ:
- Cupele menstruale - Un dispozitiv ferm și flexibil în formă de clopot, purtat în interiorul vaginului pentru a colecta fluxul menstrual.
- Absorbante refolosibile din pânză - Tampoane care sunt fabricate din bumbac (adesea organic), terrycloth sau flanelă, și pot fi cusute manual (din material sau haine și prosoape vechi refolosite) sau cumpărate din magazin.
- Chiloți capitonați sau lenjerie intimă rezistentă la menstruație - Lenjerie intimă reutilizabilă din pânză (de obicei din bumbac) cu straturi absorbante suplimentare cusute pentru a absorbi fluxul.

Din cauza sărăciei, unele femei nu-și pot permite produse comerciale de igienă feminină. În schimb, ele folosesc materiale găsite în mediul înconjurător sau alte materiale improvizate. "Sărăcia menstruală" este o problemă globală care afectează femeile și fetele care nu au acces la produse sanitare sigure și igienice.

## Societate și cultură

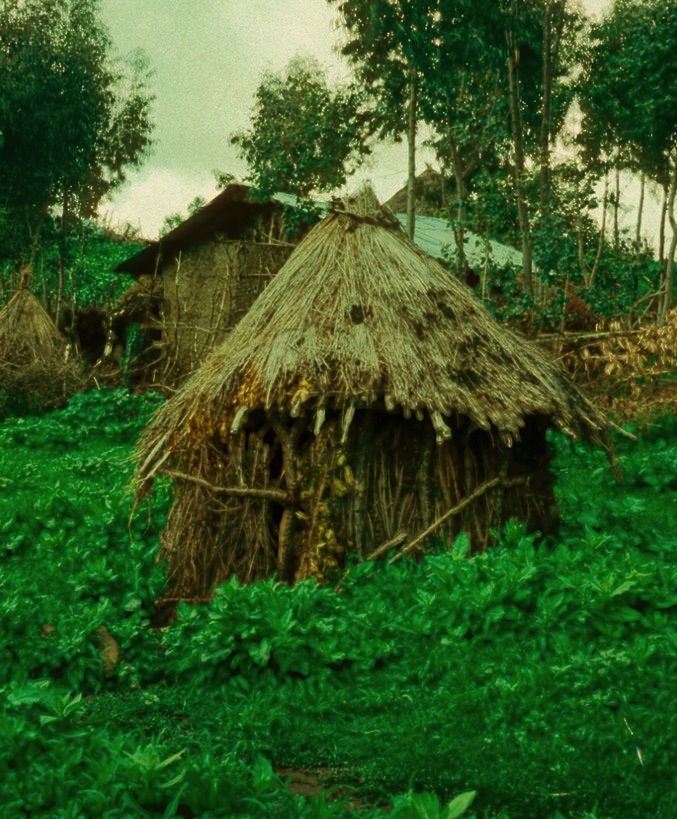
Cabană niddah din Etiopia, unde locuiesc temporar femeile la menstruație (considerate impure).

Multe religii au tradiții legate de menstruație, de exemplu: Islamul interzice contactul sexual cu femeile în timpul menstruației în a doua sură al Coranului. Unii erudiți susțin că femeile aflate la menstruație se află într-o stare în care nu sunt capabile să mențină wudhu și, prin urmare, le este interzis să atingă versiunea arabă a Coranului. Alte funcții biologice și involuntare, cum ar fi vărsăturile, sângerările, relațiile sexuale și mersul la baie, invalidează, de asemenea, wudhu-ul.
În iudaism, o femeie în timpul menstruației este numită Niddah și i se poate interzice anumite acțiuni. De exemplu, Tora evreiască interzice relațiile sexuale cu o femeie aflată la menstruație. În hinduism, femeile aflate la menstruație sunt considerate în mod tradițional impure din punct de vedere ritual și li se dau reguli de urmat.